# Můj bratr ďábel
Můj bratr ďábel (v originále My Brother the Devil) je britský hraný film z roku 2012, který režíroval Sally El Hosaini podle vlastního scénáře. Snímek měl světovou premiéru na Sundance Film Festivalu 22. ledna 2012, v ČR byl promítán v roce 2013 na filmovém festivalu Febiofest.

## Děj
Mo bydlí s rodiči a starším bratrem Rachidem v Londýně, pocházejí původně z Egypta. Rachid je členem gangu, který obchoduje s drogami a nechce, aby s jejich členy měl Mo něco společného. Při potyčce se členy gangu ze sousední čtvrti je zabit Rachidův kamarád Izzi a chce jej pomstít. Opatří si pistoli, ale není schopen útočníka chladnokrevně zastřelit. Odchází z gangu a pracuje pro fotografa Sayida, který také pochází z Egypta. Zamilují se do sebe. Mo se chce stát členem gangu. Jednou sleduje Rachida a zjistí, že je gay. Rozhlásí, že je terorista, aby nemusel říkat pravdu. Přesto se ji členové gangu dozvědí, a připraví na Rachida past. Rachid dostane šanci zabít vraha Izziho, ale má přitom zahynout sám. Mo dostane o bratra strach a varuje ho, je omylem postřelen. S Rachidem se usmíří.

## Obsazení
| James Floyd     | Rachid     |
| Fady Elsayed    | Mo         |
| Saïd Taghmaoui  | Sayid      |
| Anthony Welsh   | Izzi       |
| Amira Ghazalla  | Hanan      |
| Nasser Memarzia | Abdul-Aziz |
| Aymen Hamdouchi | Repo       |
| Arnold Oceng    | Aj         |
| Shyam Kelly     | Devonte    |

## Ocenění
- Nejlepší evropský film (Europa Cinemas Label Award) na Berlinale
- Nejlepší kamera na Sundance Film Festival
- Nejlepší debut – Sally El Hosaini na BFI London Film Festival
- Nejlepší debut – Sally El Hosaini na Evening Standard Film Awards
- Velká cena poroty na Outfest v Los Angeles
- Audience Award – Annonay Film Festival, Francie
- Nejlepší debut – James Floyd na British Independent Film Awards
- Nejlepší herec – James Floyd na Milánském filmovém festivalu
- Cena za kameru – Manaki Brothers Film Festival, Makadonie